# Pernic Bluff
Das Pernic Bluff ist ein vereistes und 1060 m hohes Kliff in der antarktischen Ross Dependency. In den Churchill Mountains ragt es am südlichen Ende des Kelly-Plateaus und der Carlstrom Foothills auf. 700 m seiner Gesamthöhe überragen die Mündung des Flynn-Gletschers in den Starshot-Gletscher.
Das Advisory Committee on Antarctic Names benannte das Kliff 2003 nach dem Elektroingenieur Robert J. Pernic vom Herkes-Observatorium der University of Chicago, der von 1991 bis 2002 die Forschungsprojekte des Zentrums für astrophysikalische Forschung in Antarktika (Center for Astrophysical Research in Antarctica, CARA) auf der Amundsen-Scott-Südpolstation geleitet hatte.